# Volta Ciclista a Catalunya 2009
89. edycja wyścigu kolarskiego Dookoła Katalonii odbyła się w dniach 18–24 maja 2009 roku. Trasa tego hiszpańskiego sześcioetapowego wyścigu liczyła 988 km ze startem w Lloret de Mar i metą w Barcelonie.
Zwyciężył reprezentant gospodarzy Alejandro Valverde z grupy Caisse d’Epargne. W wyścigu startowało dwóch Polaków: Maciej Bodnar z Liquigas i Marcin Sapa z Lampre, którzy na mecie zajęli dalsze miejsca.

## Etapy
| Etap    | Data    | Start – meta                                             | Długość [km] | Zwycięzca etapu    | Lider              |
| Prolog  | 18 maja | Lloret de Mar                                            | 3.6 (ITT)    | Thor Hushovd       | Thor Hushovd       |
| 1. etap | 19 maja | Girona – Roses                                           | 163.1        | Matti Breschel     | Alejandro Valverde |
| 2. etap | 20 maja | Roset – La Pobla de Lillet                               | 182.8        | Alejandro Valverde | Alejandro Valverde |
| 3. etap | 21 maja | La Pobla de Lillet – Vallnord                            | 175.7        | Julián Sánchez     | Alejandro Valverde |
| 4. etap | 22 maja | Vallnord – Torredembarra                                 | 201.3        | Nikolay Trusov     | Alejandro Valverde |
| 5. etap | 23 maja | Torredembarra – Barcelona                                | 150.5        | Thor Hushovd       | Alejandro Valverde |
| 6. etap | 24 maja | Sant Cugat del Vallès – Barcelona (Circuit de Catalunya) | 110.8        | Greg Henderson     | Alejandro Valverde |

## Wyniki
| M-ce | Imię i nazwisko            | Kraj       | Drużyna             | Czas                      |
| ---- | -------------------------- | ---------- | ------------------- | ------------------------- |
| 1.   | Alejandro Valverde         | Hiszpania  | Caisse d’Epargne    | 24h 12' 10" (40 818 km/h) |
| 2    | Daniel Martin              | Irlandia   | Garmin-Slipstream   | + 15"                     |
| 3    | Haimar Zubeldia            | Hiszpania  | Team Astana         | + 22"                     |
| 4    | Mikel Astarloza            | Hiszpania  | Euskaltel – Euskadi | + 34"                     |
| 5    | José Ángel Gómez Marchante | Hiszpania  | Cervélo TestTeam    | + 38"                     |
| 6    | Jakob Fuglsang             | Dania      | Team Saxo Bank      | + 45"                     |
| 7    | Aleksander Diaczenko       | Kazachstan | Team Astana         | + 49"                     |
| 8    | Xavier Tondó               | Hiszpania  | Andalucía-Cajasur   | + 56"                     |
| 9    | Samuel Sánchez             | Hiszpania  | Euskaltel – Euskadi | + 1' 42"                  |
| 10   | David de la Fuente         | Hiszpania  | Fuji-Servetto       | + 1' 52"                  |